# Шнайдер, Хельмут (футболист)
Хельмут Шнайдер (нем. Helmut Schneider; 13 июля 1913 или 17 июля 1913, Альтрип, Рейн-Пфальц — 13 февраля 1984, Мангейм, Баден-Вюртемберг) — немецкий футболист и тренер, выступавший на позиции защитника, полузащитника и нападающего. В 1940 году, провёл один матч за национальную сборную Германии.

## Клубная карьера
Родился 17 июля 1913 года в городе Альтрип. Выступал за клубы Альтрип, «Бавария», «Вальдхоф», «Гройтер Фюрт», «Берлин», «Берлинер 1892» и «Майнц 05». В сезоне 1941/42 выступал за неизвестный австрийский клуб. В составе «Вальдхофа», дважды становился победителем гаулиги Баден, а также финалистом кубка. Скончался 13 февраля 1984 года в Мангейме.

## Международная карьера
Единственный матч в составе национальной сборной, Шнайдер провел в Лейпциге, 1 сентября 1940 года, в товарищеском матче со сборной Финляндией (13:0).

## Тренерская карьера
Начал тренерскую карьеру в 1946 году, будучи играющим-тренером клуба «Майнц 05», а также «Гройтер Фюрта» в 1948 году. Во время обучения для получения лицензии тренера, тренировал «Кёльн 99».

## Статистика

### Национальная сборная
| Германия | Германия | Германия |
| Год      | Игра     | Голы     |
| -------- | -------- | -------- |
| 1940     | 1        | 0        |
| Итог     | 1        | 0        |